# ジンクス・メイズ
ジンクス・メイズ（Jynx Maze、1990年10月6日 - ）は、アメリカ合衆国で活動しているポルノ女優。カリフォルニア州ロングビーチ出身。2011年XBIZ賞では最優秀新人賞の最終候補に選ばれている。
ペルー系アメリカ人。
2010年に業界入りした。

## 出演作品
- 人間ムカデ（2011）